# Cochranella guayasamini
Cochranella guayasamini es una especie de anfibio anuro de la familia Centrolenidae.

## Distribución geográfica
Esta especie es endémica de la región de San Martín del Perú. Habita entre los 250 y 1150 m sobre el nivel del mar.

## Etimología
Esta especie lleva el nombre en honor a Juan Manuel Guayasamin.

## Publicación original
- Twomey, Delia & Castroviejo-Fisher, 2014: A review of northern Peruvian glassfrogs (Centrolenidae), with the description of four new remarkable species. Zootaxa, n.º 3851 (1), p. 1-87.[3]